# Mark Jackson (atleta)
Mark Jackson (Toronto, 16 maggio 1969) è un ex ostacolista canadese.

## Biografia
Partecipò ai Giochi olimpici di Barcellona 1992 dove venne eliminato in batteria nei 400 metri ostacoli. Non ebbe miglior sorte con la staffetta 4×400, che non riuscì a qualificarsi per la finale. 
L'anno seguente, nel corso dei campionati mondiali indoor disputati a Toronto, vinse la medaglia di bronzo con il Canada in un'inedita gara a staffetta che prevedeva una frazione di 800 m, due di 200 e l'ultima di 400 m.

## Palmarès
| Anno | Manifestazione  | Sede    | Evento                      | Risultato | Prestazione | Note |
| ---- | --------------- | ------- | --------------------------- | --------- | ----------- | ---- |
| 1993 | Mondiali indoor | Toronto | Staffetta 800+200+200+400 m | Bronzo    |             |      |